# Premantura
Premantura (olaszul: Promontore) falu Horvátországban, Isztria megyében. Közigazgatásilag Medulinhoz tartozik.

## Fekvése
Az Isztriai-félsziget déli csücskén, Póla központjától 10 km-re délkeletre, községközpontjától légvonalban 3 km-re délnyugatra az azonos nevű félszigeten fekszik. A település a tengertől kissé távolabb egy szelíd magaslaton helyezkedik le, magja az ősi Szent Lőrinc templom körül alakult ki. A régi településközpontból a templomon és néhány hagyományos lakóházon kívül nem sok maradt. A település ma nagyrészt újabb lakóházakból áll. A központtól távolabb levő lakóházak többsége már a 20. század második felében épült. A mintegy harminc kilométer hosszú partszakasszal rendelkező félsziget fő látványossága a Kamenjak-fok. Az Adria  víze itt az egyik legtisztább, kékes-zöldes színe csak fokozza a pompázatos természet alkotta látványt. Ez a hely évszázadokig nyújtott biztos tájékozódási pontot a halászok és tengerészek számára. Ezen a nagyrészt érintetlen vidéken több mint ötszáz növényfaj található, melyek egy része egészen különleges és eltér a környező területek élővilágától. Közülük mintegy harminc faj a veszélyeztetett fajok közé tartozik. A különleges növényfajok között húsz féle orchideafaj is található. A terület 1996-óta védetté van nyilvánítva. A Kamenjak-fok előtt emelkedik ki a tengerből a kis Porer sziget, amelyen egy 1833-ban épített világítótorony áll.

## Története
Premantura története a régmúltba nyúlik vissza. A közeli kis Fenoliga-szigeten hetven millió éves dinoszaurusz nyomokat találtak. A félsziget korai benépesülését pedig több ezer éves épületek maradványai és régészeti leletek bizonyítják. Premantura ősi neve „Acropoli di Pola” vagy „Capo di Pola” volt, melyek még a híres görög utazótól és geográfustól Sztrabóntól és a konstantinápolyi Sztefanosztól származnak. Az 1. században élt római Pomponio Mela „Promunturium Polaticum” néven említi, ebből alakult ki a középkorban az olasz „Promotore”, majd később a horvát „Premantura” név. A történelem előtti időkben négy erődített település állt ezen a területen: Kasteljir (olaszul Monterosso, egy 68 méteres dombtetőn), Gradina (Moncastello, egy 76 méter magas dombon), Gomila (Rovina, egy 75 méter magas dombon) és Castril (egy 36 méter magas dombon állt). Az ókorból számos görög és latin feliratos kőtöredék, valamint egy bronz Minerva-szobor került elő. Premantura és az ősi Gradina település között Medulin előtt a tengerparton feküdt a „Runtianum” nevű római település. Ennek helyén épült fel a középkorban Ronzano, vagy Ronzi  település, melyet a 17. század elején az uszkók háborúban pusztítottak el. A  helyet ma is Runkénak nevezik.
A középkorban Premantura a szomszédos Pomerrel együtt Póla városához tartozott. Az 5. században a Vesco, a 8. században a pólai Sergi család birtoka volt. A velencei uralom 1331-ben kezdődött. Az itt állt középkori települést a 15. és a 16. század sorozatos járványai (pestis és malária) pusztították ki. A velencei hatóságok először 1561-ben kísérelték meg újratelepítését, amikor Bolognából hoztak ide családokat. Ők azonban néhány évvel később visszatértek Itáliába. 1585-ben a török hódítás elől a dalmáciai Zárából származó nyolc menekült családot telepítettek le ide. Őket később még mások is követték. 1614-ben Sinj vidékéről származó családok érkeztek. 1638-ban a településnek már 270 lakosa volt. Ekkor alakult ki a mai település központja. Plébániáját 1632-ben alapították, plébániatemplomát 1664-ben szentelték fel Szent Lőrinc tiszteletére. A 17. század végén több uszkók család is élt itt, akik 1671-ben érkeztek Bajo Nikolic Pivljanin vezetésével, akik kalózkodással foglalkoztak. Miután azonban a velenceiek hajóikat megsemmisítették visszatértek a Kotori-öbölbe. 1797-ben megszűnt a Velencei Köztársaság és Prementura is osztozott Póla sorsában. Előbb osztrák, majd rövid francia uralom következett. Ezután több mint egy évszázadra újra osztrák uralom alá került.
A falunak 1857-ben 687, 1910-ben 557 lakosa volt. Az I. világháború következményei nagy politikai változásokat hoztak az Isztrián. 1920-tól 1943-ig az Isztriával együtt olasz uralom alá tartozott. Az olasz kapitulációt (1943. szeptember 8.) követően az Isztria német megszállás alá került, mely 1945-ig tartott. A háborút hosszas diplomáciai harc követte Jugoszlávia és Olaszország között az Isztria birtoklásáért. Az 1947-es párizsi békekonferencia Jugoszláviának ítélte, melynek következtében az olasz anyanyelvű lakosság Olaszországba menekült. 1991-óta a független Horvátországhoz tartozik. 2011-ben 863 lakosa  volt. Lakói hagyományosan mezőgazdasággal (szőlő-, olajbogyó és zöldségtermesztés) és halászattal foglalkoztak. Ma már főként a turizmusból élnek és a közeli Pólára járnak dolgozni, ahol szintén a turizmus és a vendéglátás területén tevékenykednek. A településen két autóskemping a Stupice és a Runke található.

## Lakosság

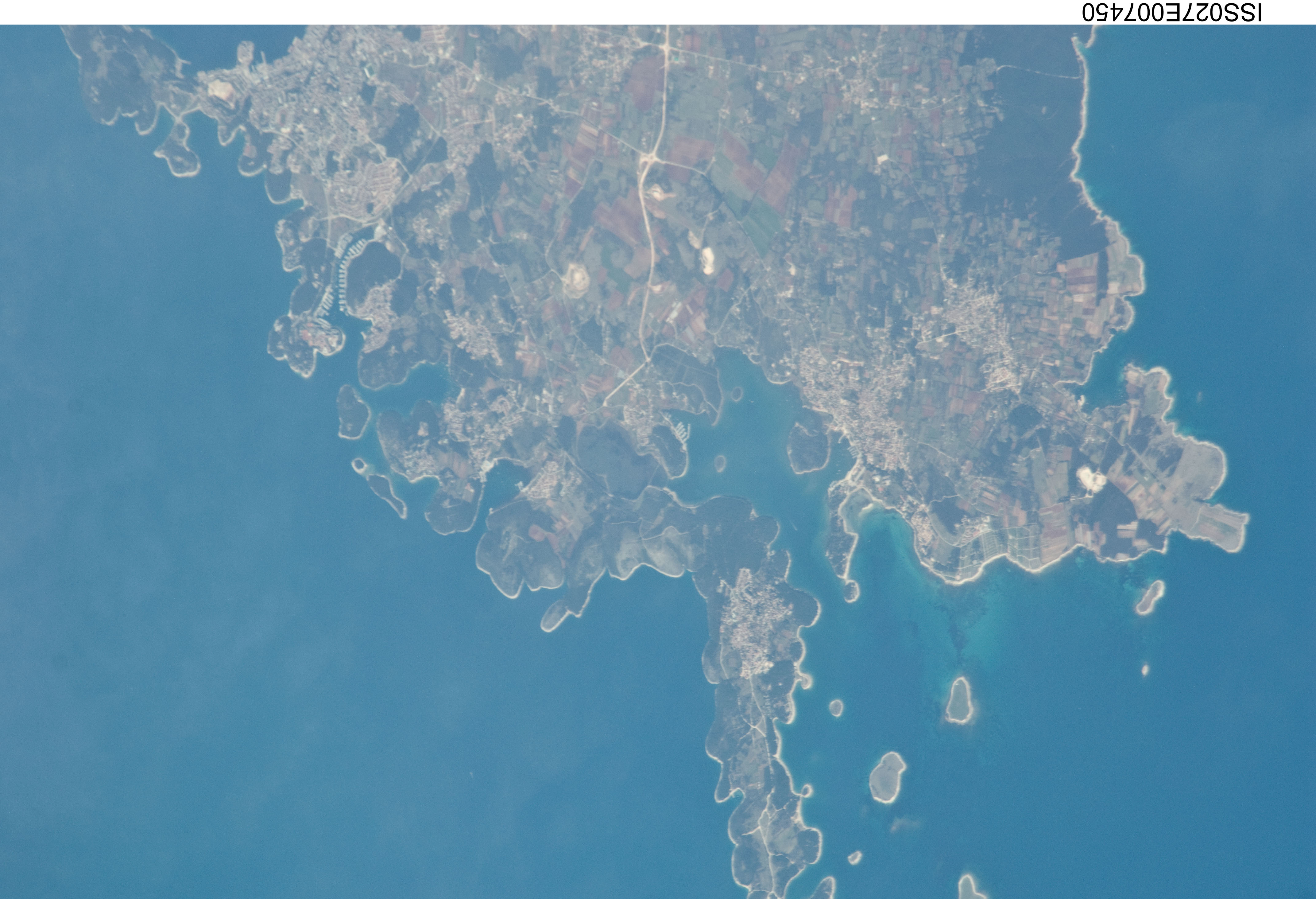
Űrfelvétel Medulin környékéről, alul a hosszan elnyúló Premantura-félszigettel

| Lakosság változása | Lakosság változása | Lakosság változása | Lakosság változása | Lakosság változása | Lakosság változása | Lakosság változása | Lakosság változása | Lakosság változása | Lakosság változása | Lakosság változása | Lakosság változása | Lakosság változása | Lakosság változása | Lakosság változása | Lakosság változása |
| ------------------ | ------------------ | ------------------ | ------------------ | ------------------ | ------------------ | ------------------ | ------------------ | ------------------ | ------------------ | ------------------ | ------------------ | ------------------ | ------------------ | ------------------ | ------------------ |
| 1857               | 1869               | 1880               | 1890               | 1900               | 1910               | 1921               | 1931               | 1948               | 1953               | 1961               | 1971               | 1981               | 1991               | 2001               | 2011               |
| 687                | 846                | 538                | 580                | 664                | 689                | 557                | 537                | 307                | 276                | 278                | 257                | 416                | 574                | 845                | 863                |

## Nevezetességei
- Szent Lőrinc vértanú tiszteletére szentelt plébániatemploma 1632 és 1664 között épült, valószínűleg egy 15. századi Szent Miklós templom alapjain. A templomnak öt, fából faragott, aranyozott, szobrokkal díszített oltára van. A főoltár 1640 körül, a többi oltár 1659 után készült. Berendezésének legrégibb darabjai egy 17. századi testvériség jelvény és egy körmeneti kereszt. A templom előtti téren álló 27 méter magas harangtorony a 19. században épült.
- A temetőben áll a Páduai Szent Antal templom, melyet már 1458-ban említenek, 1873-ban átépítették.
- A  két és fél kilométerre levő Porer-szigeten álló világítótorony 1833-ban épült, magassága 35 méter.
- Természetvédelmi terület a Kamenjak-fok környéke. Hosszúsága kilenc és fél kilométer, szélessége négyszáztól ezerhatszáz méterig terjed. Az Adria  víze itt az egyik legtisztább, kékes-zöldes színe csak fokozza a pompázatos természet alkotta látványt. Ez a hely évszázadokig nyújtott biztos tájékozódási pontot a halászok és tengerészek számára. Ezen a nagyrészt érintetlen vidéken több mint ötszáz növényfaj található, melyek egy része egészen különleges és eltér a környező területek élővilágától. Közülük mintegy harminc faj a veszélyeztetett fajok közé tartozik. A különleges növényfajok között húsz féle orchideafaj is található. A terület 1996-óta védetté van nyilvánítva. A félsziget harminc kilométer hosszú partján sziklás partszakaszok és napos strandok váltják egymást. A közeli kis szigeteken még mindig látni legelésző teheneket. A tengernek ez a része ideális szörfözőhely. A búvárok számára a kristálytiszta vízben különös élményt nyújt néhány rég elsüllyedt hajó roncsa, melyek közül említésre méltó az I. világháború idején elsüllyedt Flamingo nevű osztrák-magyar torpedónaszád. A halászok számára az nyújt különlegességet, hogy az Adria halfajainak kilencven százaléka megtalálható itt. Gyakran láthatók delfinek is, melyek a kisebb halakra vadásznak.
- Premanturán minden év augusztusának elején kézművesvásárt rendeznek, melyen eredeti isztriai kézzel készített termékeket lehet vásárolni.
- Szent Lőrinc a település védőszentjének ünnepe (augusztus 10.), melyet fesztivállal és mulatságokkal ünnepelnek meg.
- Az osztrák-magyar "Flamingo" torpedóromboló roncsa a Porer-világítótoronytól körülbelül 2 tengeri mérföldre délre található a tengerben. Ez a "Sperber" osztályú torpedórombolók első generációjának egyetlen fennmaradt példánya. Pólában 1885-ben bocsátották a tengerbe, és 1914. augusztus 23-án süllyedt el, miután ráfutott egy aknára. Két torpedóval volt felfegyverezve. A hajó 40 m hosszú, 4,8 m széles, merülése 2 m volt.[4]
- Egy elsüllyedt 17. - 18. századi vitorláshajó maradványai fekszenek a tengerben az Albanež-világítótoronytól kb. 50 m-re keletre. A roncsok mintegy 100x50 m területet fednek le, 24–27 m mélységben. A felszínen három 2–3 m hosszú vaságyút és két admiralitás típusú horgonyt dokumentáltak. A homok alatt megtalálták a hajó fa szerkezetének maradványait.[5]
- Egy másik elsüllyedt 17. - 18. századi vitorlás hadihajó maradványai a Kamenjak-foktól keletre, mintegy 200 m-re fekszenek a tengerben. A roncsok 30x50 m-es területet fednek le, 21–24 m mélységben. A víz alatti felszínen három vaságyú látható talapzattal, egy kisebb horgony, és a rakomány részeként szétszórt üveggyöngyök láthatók. A homok alatt a 18 és 22 m közötti hajó fa szerkezetének maradványai is megtalálhatók.[6]